# Thomas Chalmers
Thomas Chalmers (17. března 1780, Anstruther – 31. května 1847, Edinburgh-Morningside) byl skotský reformovaný teolog, kazatel, univerzitní profesor, ekonom, sociální reformátor, matematik a spisovatel. Působil ve Skotské církvi; poté, co se od ní roku 1843 oddělila Svobodná skotské církev (Free Church of Scotland), stal se jejím prvním moderátorem.
Bylo po něm pojmenováno novozélandské město Port Chalmers (dnes předměstí Dunedinu).